# Affaire Sklarek

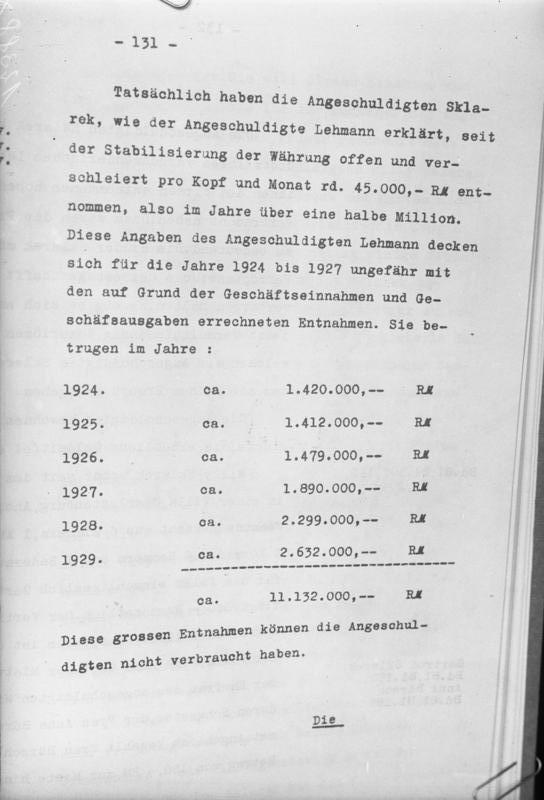
L'acte d'accusation du procès de l'affaire Sklarek

L'affaire Sklarek désigne un procès pour corruption, qui commence le 26 septembre 1929 par l'arrestation des frères Max, Leo et Willi Sklarek, et ses conséquences. Elle joue un rôle important dans les échanges politiques en Allemagne avant et pendant la Grande Dépression, notamment à Berlin, qui continue jusqu'à la fin de la République de Weimar en 1933.

## Histoire
En 1926, les frères Sklarek rachètent le stock de l'entreprise de distribution de vêtements, avec laquelle la municipalité de Berlin habillait ses agents lors de la Première Guerre mondiale. Dans les années suivantes, la compagnie présente de nombreuses fausses factures. Lorsque la fraude est découverte, les préjudices sont évalués à plus de 10 millions de marks.
La presse de tous les horizons politiques récupère rapidement l'affaire. Le "réseau" des frères a une certaine largeur : Max Sklarek est membre du Parti démocrate allemand, auquel appartient Gustav Böß, le bourgmestre-gouverneur de Berlin, tandis que Leo et Willi sont membres depuis 1928 du SPD qui forme le plus grand groupe politique au conseil municipal de la capitale. On découvre bientôt des dons au DNVP et à la Rote Hilfe, organisation caritative communiste.
L'affaire éclaboussant de plus en plus de monde, le parlement prussien crée le 17 octobre 1929 une commission parlementaire "d'enquête pour clarifier la mauvaise gestion du gouvernement de la ville de Berlin", ce qui est une première. Le 7 novembre 1929, Gustav Böß est contraint à la démission.
Au cours de la campagne électorale avant les élections municipales du 17 novembre 1929, les partis s'accusent les uns les autres de leur implication dans le scandale. Les bénéficiaires de ces conflits sont le KPD et le NSDAP, qui remportent chacun 13 sièges supplémentaires au conseil municipal. Bien que les communistes et les sociaux-démocrates aient la majorité au conseil, ils n'arrivent pas à s'entendre en raison de tensions sévères et personnelles créées par l'affaire Sklarek.
L'affaire dure jusqu'en 1932 et aboutit à la condamnation des frères Sklarek à quatre ans de prison. De nombreux hommes politiques et fonctionnaires de l'administration démissionnent, sont exclus ou condamnés. Gustav Böß est condamné à neuf mois d'inéligibilité.
Willi Sklarek meurt le 18 mars 1938 à Prague, Leo Sklarek au camp d'Oranienburg-Sachsenhausen le 22 mai 1942 et Max Sklarek le 30 septembre 1944 à Auschwitz.

### Sources
- (de) Cet article est partiellement ou en totalité issu de l’article de Wikipédia en allemand intitulé « Sklarek-Skandal » (voir la liste des auteurs).